# Vassallia
La vassallia (gen. Vassallia) è un mammifero cingolato estinto, appartenente ai pampateri. Visse tra il Miocene superiore e il Pliocene inferiore (circa 9 - 4 milioni di anni fa) e i suoi resti fossili sono stati ritrovati in Sudamerica.

## Descrizione
Questo animale doveva essere molto simile per forma e dimensioni all'attuale armadillo gigante (Priodontes maximus); è probabile che la specie più grande di Vassallia (V. maxima) potesse superare il metro di lunghezza. Come tutti i suoi simili (i pampateri), anche Vassallia era dotato di una corazza costituita da osteodermi articolati fra loro in modo da formare due strutture rigide, una anteriore e una posteriore, e alcune bande di osteodermi mobili che permettevano un parziale movimento del dorso. Vassallia era molto simile a un altro pampaterio, Kraglievichia, dal quale si distingueva principalmente per alcune caratteristiche dentarie (i denti avevano una struttura un po' più semplice) e delle placche ossee, che erano dotate di una figura principale con una zona centrale leggermente elevata.
Uno studio effettuato sulla dentatura e la morfologia di mascella e mandibola di Vassallia ha indicato che questo animale possedeva alcune caratteristiche comparabili a quelle di alcuni mammiferi ungulati, come condili mandibolari ampi e appiattiti, sinfisi mandibolare non fusa, processi angolari espansi, fila dentaria estesa posteriormente, denti a radice aperta, denti mesiali con striature trasversali, denti distali allungati e disposti gradualmente. Vassallia, inoltre, a differenza di altri pampateri come Holmesina, possedeva sulle superfici occlusali dei denti un'isola centrale di dentina resistente che funzionava come un ectolofo, presente invece negli ungulati (Vizcaino et al., 1998).

## Classificazione
Il genere Vassallia venne descritto per la prima volta da Castellanos nel 1927; la specie tipo, Vassallia minuta, era di dimensioni inferiori a quelle dell'attuale armadillo gigante e di Kraglievichia, mentre V. maxima, descritta dallo stesso Castellanos qualche anno più tardi, era di dimensioni maggiori. Resti di queste specie sono stati rinvenuti in Argentina, mentre in Bolivia sono stati ritrovati fossili affini a quelli di V. minuta.
Vassallia è un membro dei pampateri, un gruppo di mammiferi cingolati affini agli armadilli, ma dotati di un tipo diverso di corazza e di dentatura. In particolare, sembra che Vassallia sia un possibile antenato, o molto vicino all'origine, del genere Kraglievichia, il quale a sua volta è visto come ancestrale al ben noto Pampatherium.

## Paleoecologia
Lo studio della morfologia dei denti e delle fauci di Vassallia indica che questo animale era un erbivoro, che probabilmente si nutriva di erba e non di foglie e di arbusti (Vizcaino et al., 1998).